# Conchas
Conchas est une municipalité de l'état de São Paulo au Brésil. La population en 2004 était de 16 450 personnes, pour une superficie de 469,46 km2. Son altitude moyenne est de 503 m.

## Démographie
| Évolution de la population (municipalité) | Évolution de la population (municipalité) | Évolution de la population (municipalité) | Évolution de la population (municipalité) |
| Année                                     | Population                                |                                           | %±                                        |
| ----------------------------------------- | ----------------------------------------- | ----------------------------------------- | ----------------------------------------- |
| 1920                                      | 9 785                                     |                                           |                                           |
| 1940                                      | 10 741                                    |                                           | 9,8%                                      |
| 1950                                      | 9 828                                     |                                           | −8,5%                                     |
| 1960                                      | 9 727                                     |                                           | −1,0%                                     |
| 1970                                      | 10 046                                    |                                           | 3,3%                                      |
| 1980                                      | 11 038                                    |                                           | 9,9%                                      |
| 1991                                      | 11 890                                    |                                           | 7,7%                                      |
| 2000                                      | 14 904                                    |                                           | 25,3%                                     |
| 2010                                      | 16 288                                    |                                           | 9,3%                                      |
| 2022                                      | 15 232                                    |                                           | −6,5%                                     |
| ,                                         |                                           |                                           |                                           |